# Fratelli della misericordia di Maria Ausiliatrice
I Fratelli della Misericordia di Maria Ausiliatrice (in latino Fratres Misericordiae Mariae Auxiliatricis, in tedesco Barmherzige Brüder von Maria Hilf) sono un istituto religioso maschile di diritto pontificio: i membri di questa congregazione laicale pospongono al loro nome la sigla F.M.M.A.

## Storia
La congregazione venne fondata da Peter Friedhofen (1819-1860). Il 21 giugno 1850 organizzò a Weitersburg una confraternita per la cura dei malati a domicilio: il vescovo di Treviri Wilhelm Arnoldi, che già meditava di reintrodurre nella diocesi gli Alessiani (che avevano gli stessi scopi), approvò la comunità nel 1852. Nel 1853 i religiosi iniziarono a dedicarsi particolarmente alla cura dei disabili mentali.
I Fratelli riconoscono come patrono della congregazione san Giovanni di Dio, fondatore dei fatebenefratelli, e seguono la regola di Sant'Agostino. L'istituto ottenne il pontificio decreto di lode il 27 maggio 1905; le sue costituzioni vennero approvate dalla Santa Sede il 3 giugno 1910 e poi nuovamente il 29 aprile 1926.
Il fondatore, che morì a causa della tubercolosi che aveva contratto curando degli ammalati, venne beatificato da papa Giovanni Paolo II il 23 giugno 1985.

## Attività e diffusione
I Fratelli della Misericordia di Maria Ausiliatrice si dedicano all'esercizio di tutte le opere di misericordia, particolarmente all'assistenza agli infermi; è loro affidata la cura delle catacombe di Domitilla, a Roma.
Sono presenti in Europa (Germania, Svizzera, Francia, Italia, Lussemburgo), in Brasile e in Malaysia; la sede generalizia è a Treviri.
Al 31 dicembre 2005, la congregazione contava 17 case e 101 religiosi, 5 dei quali sacerdoti.